# Fu Jou-te
Fu Jou-te (čínsky pchin-jinem Fù Yǒudé, znaky 傅友徳; 1327 – 20. prosince 1394) byl čínský vojevůdce, jeden z předních generálů Chung-wua, prvního císaře říše Ming. Během povstání rudých turbanů, v němž byla říše Jüan vytlačena z Číny, zprvu bojoval v různých armádách, roku 1361 se přidal k Chung-wuovi. Sloužil v jeho vojsku, vedl armády, které roku 1371 dobyly S’-čchuan, o deset let později dobyl pro svého císaře Jün-nan. Poté sloužil střídavě na severní hranici a v Jün-nanu.

## Jména
Fu Jou-te používal zdvořilostní jméno I-žen (čínsky pchin-jinem Yìrén, znaky 益仁).

## Život
Fu Jou-te pocházel ze Su-čou v severním An-chueji. V epidemii 40. let 14. století ztratil rodinu a pohyboval se pak na severu provincie An-chuej. Roku 1351 se v Sü-čou přidal k povstání rudých turbanů. Roku 1355 přešel pod prapory sungského císaře Chan Lin-era. Stal se důstojníkem armády generála Li Si-si, aktivní v Šan-tungu a metropolitní oblasti. Po několika porážkách vojsko roku 1357 ustoupilo daleko na severozápad a roku 1358 do S’-čchuanu. Fu, nespokojený s Liovým vedením ho opustil a dal se do služeb Ming Jü-čena. Zde se Fu cítil nedoceněný a poté, co Čchen Jou-liang roku 1360 svrhl a zabil Sü Šou-chueje a založil říši Chan, přestoupil k němu. Ani zde se nedočkal povýšení a tak v září 1361 přešel i se svým oddílem k Ču Jüan-čangovi. Ču Jüan-čang byl tehdy generál povstaleckého státu Sung, od roku 1368 první císař říše Ming známý jako císař Chung-wu.
V Ču Jüan-čangovi našel Fu Jou-te velitele schopného ocenit jeho kvality. Fu Jou-te byl výborný taktik, osobně statečný, vždy v čele vojsk. Záhy zaujal významné postavení, sloužil pod generály Sü Taem a Čchang Jü-čchunem. Díky svému původu zapadl mezi Čuovy velitele, kteří vesměs pocházeli ze stejných vrstev společnosti i stejné oblasti. Měl významný podíl na vítězstvích ve válkách s říší Chan v letech 1363–64, královstvím Wu (1366-67) a dobytí severní Číny na Mongolech v letech 1368–1370. Při dobytí S’-čchuanu a Jün-nanu se osvědčil jako brilantní vojevůdce schopný vést velké kampaně. V listopadu 1370 byl jmenován markýzem z Jing-čchuan (潁川侯; Chung-wu tehdy jmenoval 6 vévodů a 28 markýzů).
V tažení proti S’-čchuanu obdržel samostatné velení. V lednu 1371 armáda Tchang Chea a loďstvo Liao Jung-čunga útočily podél Jang-c’-ťiang, současně Fu s hlavními silami postupoval ze severu. Chung-wuův plán byl překvapit ze severu nepřítele očekávajícího hlavní útok od východu podél Jang-c’-ťiang. S’-čchuan byl dobyt bez větších obtíží a Fu i Liao obdrželi od císaře pochvalu. Nebyli však povýšeni na vévody, jak by za významné vítězné tažení zasluhovali.
Poté Fu vítězně bojoval na severní hranici, vedl úspěšnou kampaň v Kan-su, budoval opevnění, učil císařovy syny vojenskému umění. Roku 1381 se po selhání diplomatických jednání rozhodla mingská vláda silou připojit Jün-nan, dosud ovládaný Mongoly. Fu byl jmenován vrchním velitelem útočících vojsk, jeho zástupci Lan Jü a Mu Jing. K dispozici měl 300 tisíc vojáků, nepřítel zhruba třetinu. Tažení bylo zahájeno na podzim 1381, v lednu 1382 padl Kchun-ming (hlavní město), v dubnu Ta-li. Mongolský místodržitel Jün-nanu Basalawarmi a jeho spolupracovníci spáchali sebevraždu ještě před pádem Kchun-mingu, velitelé v regionech však pokračovali v odporu. Fu zorganizoval provinční správu, ale drobná válka se protahovala. Až v dubnu 1384 se Fu a Lan Jü mohli s částí armády vrátit. Fu byl povýšen na vévodu z Jing, Lan a další generálové byli odměněni finančně a menšími tituly.
Roku 1385 byl Fu přidělen do Pekingu, ale už následující rok potlačoval povstání v Jün-nanu. V lednu 1387 byl jmenován zástupcem Feng Šenga pro tažení v Liao-tungu proti mongolskému náčelníku Nagačuovi. V bojích vynikl, zatímco Feng byl za neuspokojivé výkony odvolán. Poté Fu převzal velení na severovýchod od Pekingu. V druhé polovině roku 1388 a roku 1389 ale už zase válčil s rebely v Jün-nanu. Od roku 1390 sloužil na severní hranici.
V březnu 1392 požádal o téměř 1000 mu (cca 58 ha) půdy, na což císař reagoval hněvivým odmítnutím. V březnu 1393 byl Lan Jü jako zrádce popraven, na popraviště ho následovali tisíce spřízněných osob. Koncem roku, 20. prosince 1394, Fu Jou-te zemřel, podle oficiálního prohlášení spáchal sebevraždu. Historikové jeho smrt spojují s úmrtím generálů Wang Piho a Feng Šenga během následujících dvou měsíců. Domnívají se, že se císař rozhodl odstranit možné hrozby svému nástupci. Fu byl z těchto tří nejvíce želen, kvůli jeho úspěšné kariéře a věrnosti.
Fu Jou-teova dcera se roku 1391 stala jednou z vedlejších manželek Ču Ťi-siho, nejstaršího syna Ču Kanga, třetího syna Chung-wua. Jeho syn Fu Čung (傅忠) dostal za ženu devátou dceru Chung-wua, princeznu Šou-čchun (壽春公主, sňatek 1386, zemřela 1388). On i druhý Fu Jou-teův syn Fu Žang (傅讓) byli důstojníky, ani jeden zřejmě nepřežil otce.